# Pierre Martyr d'Anghiera
Pierre Martyr d'Anguiera (d'origine italienne : Pietro Martire d'Anghiera) (1457-1526) est un humaniste, universitaire, diplomate, écrivain et historien de l'Espagne, de la fin du XVe et du début du XVIe siècle.
Pierre Martyr est toujours resté dans l'entourage immédiat des rois catholiques, Isabelle de Castille et Ferdinand d'Aragon, puis dans celui de leur petit-fils Charles Quint, unificateur des différents royaumes qui prendront le nom « Espagne. »  Il y fit toute sa carrière et se trouvait à la cour lors de fin de la Reconquista d'abord, mais aussi au moment de la découverte des Indes occidentales – dont il est le premier à témoigner par écrit en 1494 – et durant la conquête des nouveaux territoires du Nouveau Monde et au début de leur colonisation.
Anguiera y a été successivement précepteur des enfants royaux, gentilhomme de la Chambre, conseiller, ambassadeur, directeur de l'École palatine, négociateur plénipotentiaire, chroniqueur et abbé de la Jamaïque.

## Sur son nom
Pierre Martyr d'Anguiera est le nom sous lequel il est cité dans de nombreux textes francophones. La forme internationale de son nom est Pietro Martire d'Anghiera (1457-1526). Depuis la première moitié du XVIe siècle il est connu en France sous le nom de « Pierre Martyr de Millan » ou « Pierre Martyr d'Anghiera » dans de nombreux textes ultérieurs.
On trouve d'autres formes nominales dans d'autres langues :
- (de) Anghiera, Peter Martyr von
- (es) Anglería, Pedro Mártir de
- (fr) Martyr d'Anghiera, Pierre
- (it) Martire d'Anghiera, Pietro
- (la) Anglerius, Petrus Martyr
- (uk) Anghiera Peter Martyr d'

Ces noms, utilisés lors de la publication de ses ouvrages en Europe au cours des cinq siècles écoulés, ont parfois été utilisés en français par des auteurs qui ont traduit ses textes. Il est tentant lorsqu'on puise des informations dans un texte écrit dans une langue étrangère de conserver l'orthographe du nom telle qu'on la rencontre : c'est parfois une erreur. Ces noms sont des traductions, dans toutes les langues locales d'édition, du nom originel de Pietro Martire d'Anghiera. Ils ont été utilisés dans de nombreux textes le concernant, ce qui, cinq cents ans après sa mort, peut semer le trouble. Pierre Martyr d'Anghiera a lui-même modifié son nom. Il l'a « castillanisé ». Il a aussi signé de nombreux documents de son nom « latinisé ». Ses correspondants en Lombardie, dont certains le connaissaient depuis son enfance, ont continué à utiliser son nom de naissance. Cela est visible dans les textes originaux concernant Pietro Martire d'Anghiera dans ces langues.

## Biographie

### Chronologie
Il naît le 2 février 1457, de Pietro Martire d'Anghiera, à Arona, dans le Piémont, Italie, dans une famille originaire de Anghera ou Anghiera, commune de Lombardie appelée aujourd'hui Angera. Il vient à Rome en 1477 recommandé par Ascanio Sforza et Giovanni Arcimboldo, évêque de Milan. Sous le pontificat d'Innocent VIII il devient secrétaire de Francesco Negro, milanais et gouverneur de Rome. En septembre 1486, il rencontre le comte de Tendilla  émissaire des Rois Catholiques, venu prêter serment d'obédience au pontife. En 1487, il quitte Rome et accompagne le comte de Tendilla. Il vient s'installer à la Cour du roi Ferdinand II d'Aragon, époux d'Isabelle de Castille (dite la Catholique). Il a vingt-huit ans. Il commence sa carrière espagnole en participant au siège de Grenade comme soldat et s’en fait le narrateur. En avril 1492, il reçoit les ordres des mains du nouvel archevêque de Grenade. Il est appelé à la cour des Rois Catholiques , en juin 1492, pour assurer l'éducation des jeunes nobles, Pierre Martyr d'Anghiera quitte Grenade pour Valladolid. À partir de cette date il se consacra principalement à cette tâche jusqu'en 1501 tout en continuant a rédiger ses nombreuses lettres. Durant ses fonctions d’éducateur, il aura la charge d’instruire les pages de la reine. Parmi les nouveaux arrivés on trouve les fils de Christophe Colomb, Diego et Hernando. D’Anghiera construit avec le prince don Juan une amitié solide. Il est apprécié des monarques qui reconnaissent sa valeur et son jugement. Dès 1492, il est nommé "contino" (sorte de gentilhomme de la chambre);  dans cette fonction il est en permanence dans l'intimité des souverains. En 1501, il obtient une mission diplomatique auprès du sultan d'Égypte qui est couronnée de succès. Il raconte ses négociations de manière détaillée dans Legatio Babylonia. À son retour Isabelle la Catholique le nomme officiellement directeur de l'école palatine avec une rente de 30 000 maravédis. En 1504, à la mort de la reine, il accompagne la dépouille de la souveraine à Grenade et y attendit qu'on le rappelât à la cour. Ce qui arriva rapidement. Il revient auprès de Ferdinand d'Aragon. En 1518, Pierre Martyr est nommé à la commission chargée de l'administration des Indes occidentales espagnoles. À partir de 1524, il devient secrétaire du "Conseil des Indes" . Vers cette date il devient abbé de la Jamaïque. Il passe les dernières années de sa vie à suivre la cour de Charles Quint. Pierre Martyr d'Anghiera meurt en octobre 1526 à Grenade, en Espagne.

## Pierre Martyr: historien épistolaire
Dès 1494, Martyr s’est improvisé « historien de la découverte » après avoir été le narrateur de la conquête de Grenade.
Il a raconté dans ses lettres envoyées à plusieurs interlocuteurs ce qu'il a vu à la cour des Rois Catholiques. Ces lettres seront regroupées pour constituer les ouvrages que nous connaissons.
Pierre Martyr a personnellement rencontré plusieurs des participants à la conquête du Nouveau Monde, dont le plus important, Christophe Colomb. On peut considérer ses informations comme fiables et authentiques. À l'époque où Martyr était précepteur à la cour, il était chargé de l'éducation du prince don Juan mais aussi des pages de la reine. Parmi ces pages se trouvaient les deux fils de Colomb, Diego et Hernando Colomb. Martyr et Colomb se sont rencontrés de nombreuses fois ; ils se sont entretenus sur de nombreux points et ont échangé de nombreuses informations. Martyr le rappelle dans ses lettres. Il cite de nombreuses anecdotes qui lui ont été rapportées par l'Amiral de la Mer Océane.
Pierre Martyr, Italien vivant en Espagne, fait connaître immédiatement la découverte d’un nouveau continent en Italie, à son ami d'enfance Ascanio Sforza. Il signale que le découvreur est ligure. Personne en Italie n’a revendiqué quoi que ce soit au moment de cette découverte, ni ailleurs en Europe, il faut bien le reconnaître. Sauf François Ier, en France, qui a demandé qu'on lui montre le testament d'Adam qui l'exclurait du partage du Monde.
C’est également grâce à Pierre Martyr que nous connaissons la réception de Colomb par les Rois Catholiques au retour de son premier voyage, fin avril 1493, à Barcelone. Il fut le premier de tous les biographes de Colomb et ses textes furent publiés aussitôt.
Martyr est le premier à annoncer que les découvertes de Colomb concernent un nouveau continent inconnu jusqu'alors. Ses relations présentent une importance majeure : elles n'ont pas été altérées. Si ses lettres contiennent des erreurs elles sont le fait de Martyr lui-même. Ses textes ayant été publiés de son vivant, ils n'ont pu être modifiés à son insu. Ce qui n'est pas le cas pour les deux autres biographes contemporains de Colomb.
- Les deux autres biographes de la découverte, Bartolomé de Las Casas et le deuxième fils de Colomb, Hernando, ne seront publiés qu’à la fin du XIXe siècle pour le premier et en 1571 pour le deuxième.
- Le manuscrit de Las Casas, terminé en 1559, a été mis en dépôt sur sa demande au Collège de San Gregorio de Valladolid, avec instruction de ne le publier que quarante ans plus tard. En fait, il ne sera édité qu'en 1875, à Madrid. En revanche, malgré la demande de Las Casas, le manuscrit sera extrait du Collège en 1571, la même année que la publication de l'ouvrage de Hernando Colomb à Venise, pour être confié par Juan de Ovando à Juan López de Velasco, puis mis à disposition d'Antonio de Herrera[9] qui l'a abondamment plagié pour écrire sa relation de l'Histoire des Indes[10]. Il y a des doutes sur certains passages qui auraient été altérés après la mort de Las Casas. Il est étrange de constater que le texte du fils de Colomb a été publié l'année où celui de Las Casas a été extrait du Collège San Gregorio, en contradiction avec son souhait…

Par ses fonctions officielles au Conseil des Indes, Pierre Martyr avait accès à tous les documents officiels du royaume de Castille concernant la découverte et la colonisation du Nouveau Continent découvert par Colomb. Ces documents sont conservés aujourd'hui aux Archives générales des Indes de Séville.
De tous les auteurs qui ont écrit sur la découverte de l'Amérique, sur Christophe Colomb, sur la vie en Andalousie à cette époque, Martyr est la source principale de documentation contemporaine. C'est par la lecture de ses documents qu'il faut commencer. La lecture et l'analyse de ce qu'a écrit Pierre Martyr d'Anghiera est un excellent moyen d'investigation pour déceler les faussaires et les altérations de l'histoire concernant les événements de cette époque. Cela facilite la mise au rebut de certaines élucubrations récentes totalement infondées.
Dans le prologue de son Histoire des Indes, Las Casas indique : « …/… » parmi ces auteurs on ne doit accorder à aucun plus de crédit qu'à Pierre Martyr, qui a écrit en latin ses Décades à une époque où il se trouvait en Castille, car ce qu'il y dit des débuts a été reçu soigneusement de l'amiral lui-même, qui fut le premier découvreur, et à qui il parla « souventes » (sic) fois, et de ses compagnons, ainsi que de ceux qui firent ces voyages dans les premiers temps.
Las Casas indique encore : « J'ai tiré tout cela de ce qu'écrit Hernando Colomb, fils du “premier amiral” et des décades de Pierre Martyr qui en parle plus longuement que D. Hernando vu qu'à cette époque celui-ci était encore très jeune et Pierre Martyr a très bien pu l'apprendre de l'amiral en personne, car il fut très au fait de ce que celui-ci écrivait, résident alors à la cour et étant fort dans la faveur royale. »
Plus loin Las Casas ajoute : « …Pierre Martyr …/… auquel on peut accorder plus de crédit qu'à tout autre de ceux qui ont écrit en latin, parce qu'il se trouvait en Castille à cette époque, qu'il parlait avec tout le monde et que tous les gens se plaisaient à lui rendre compte de ce qu'ils avaient vu et trouvé, car c'était un homme respectable et qui prenait le temps d'interroger vu qu'il essayait d'écrire comme nous l'avons dit dans le prologue de cette Histoire. »
Les informations de Las Casas sont confirmées par Pierre Martyr lui-même lorsqu'il écrit : « … car l'Amiral, à qui je suis lié par une amitié personnelle, m'a de sa main écrit qu'il me révélerait de manière très détaillée ce que le sort lui a dévoilé. »
Pierre Martyr indique dans un autre document quelles sont ses sources utilisées pour écrire ses décades sur la Mer Océane : « …/ ces quelques informations, que j'ai trouvées dans des documents personnels de l'amiral Colomb, tu sais que je les ai rassemblées aussi rapidement que ton secrétaire a pu les transcrire sous ma dictée; »
Martyr assistera la reine Isabelle de Castille dans sa douleur et ses chagrins après la perte successive de son fils, de ses filles et lorsque la folie de sa fille Jeanne fut reconnue (il reçut d'ailleurs du roi Ferdinand, devenu veuf, la mission de veiller sur Juana dite « Juana la Loca », Jeanne la Folle).
Après la mort du roi, Martyr raconte dans ses lettres la régence exercée par le cardinal Ximénes. Martyr ne l’aime pas : c’est sensible dans ses écrits. Martyr raconte dans les lettres publiées dans l’opus epistularum l’arrivée de Charles, petit-fils des Rois Catholiques qui deviendra l’empereur Charles Quint.
Vers la fin de sa vie, s’il n’était pas riche, Martyr vivait dans l’aisance. Il s’était fait à la cour des amis fidèles. Il était devenu l’ami intime du pape Adrien VI qu’il avait connu alors que ce dernier n’était que le cardinal Adrien, précepteur de celui qui est devenu Charles Quint.

## Pierre Martyr: écrivain historique
La première lettre de Pierre Martyr d'Anghiera est datée de 1494, deux ans après la découverte du « Nouveau Continent » par Christophe Colomb.
De 1494 à 1510, Martyr à rédigé les dix lettres qui constituèrent la première décade. Ce n'est que vers 1501 qu'un projet de les regrouper apparut. 
- Les deux premières furent adressées à Ascanio Sforza, les sept suivantes au cardinal Louis d'Aragon, une d'entre elles, la première des sept était également envoyée au pape Jules II. La dixième est adressée au comte de Tendilla.

Tendilla avait demandé à Pierre Martyr une copie complète de ses lettres. Ce qui incita l'auteur à les faire imprimer. Elio Antonio de Nebrija qui était l'ami de Pierre Martyr, rappelle dans sa préface au deuxième paragraphe que sans cette demande faite par Tendilla à Martyr les documents auraient probablement été perdus : « Haec sunt a me, lector amice, idicirco tam longerepetite, ut ostenderem non multum abfuisse quin Martyris mei quaedam opera multo studio multaque diligentia elaborata interirent, nisi Tendillani Comitis prouidentiz obstitisset. » 
« Si j'ai insisté si longuement, ami lecteur, c'est pour montrer que certaines œuvres de mon ami Martyr, composées avec beaucoup de soin et d'application, ont bien failli disparaître, ce qui serait arrivé sans la prévoyance du conte de Tendilla. »
Pietro Martire d'Anghiera est connu pour deux ouvrages majeurs de Orbe novo et Opus epistolarium qui présentent de grandes ressemblances. Ils ont été composés et imprimés à partir des mêmes sources : les 816 lettres rédigées par Martyr, entre 1494 et 1526.
Malgré cette ressemblance on peut leur trouver une différence majeure : 
De Orbe Nouo est entièrement consacré à la découverte du Nouveau Monde. Il regroupe une quarantaine de lettres sur 816, les seules qui concernent la découverte du nouveau continent effectuée en 1492 par Christophe Colomb. 
- Les sources de Martyr sont exceptionnelles. Ce sont des documents officiels transmis à la cour. Ce sont les personnes impliquées dans la Découverte qu’il a rencontrées et qu’il a écoutées. C'est l'Amiral de la Mer Océane, vice-roi des territoires découverts. Ce sont les réponses aux questions qu’il a posées à ses interlocuteurs. Il a eu accès aux documents que Colomb a remis aux souverains.

Opus Epistularum est consacré à des événements qui se sont produits sur le continent européen et particulièrement dans la péninsule Ibérique et à la péninsule italienne avec une prédominance pour ses amis restés à Milan et à Rome pour cette dernière. C’est dans cet ouvrage que Martyr raconte la vie de Ferdinand d’Aragon après le décès d'Isabelle de Castille.

## Éditionsprincepset anciennes de Pierre Martyr
- 1511 : impression de la première édition de ses Décades De Orbe Novo. On trouve dans cette première édition, la première carte imprimée de Saint Domingue, gravée sur bois, réalisée par Andrès de Morales. L'ouvrage est imprimé à Séville par Jacob Cromberger, sous le titre Petris Martyris Angli mediolanensis opera. Cette édition est dédiée au comte de Tendilla que Martyr a rencontré dans sa jeunesse à Rome et qui l'a incité à venir à la cour de Rois Catholiques. La dédicace est composée en ce termes : « Patrus Martyr Anglus Mediolanensis protonotarius apostolicus Regius consiliarius illustri inacho Lopeç Mendocio Tendillae Comiti ». Suivent plusieurs lignes dans cette dédicace.
- De Orbe Novo Decades, préface de Elio Antonio de Nebrija (1444?-1522) impression sous le titre : De Orbe novo decades (Petri Martyris Anglerii. Cum ejusdem Legatione Babylonica. Edidit Antonius Nebrissensis) ; Compluti : impr. in contubernio A. Guillelmi, 1516 -  Notice n° :  FRBNF30020962.  Notes : ce document est consacré à la découverte du Nouveau Monde effectuée par Christophe Colomb en 1492. C'est dans cet ouvrage que l'événement est officiellement annoncé par Pierre Martyr. Mais c'est aussi dans la lettre envoyée à son ami Ascanio Sforza par Pierre Martyr que Christophe Colomb est officiellement désigné par les Rois Catholiques, sous la plume de Pierre Martyr comme Ligure : « Christophe Colomb, un Ligure » (« Christofurus Colonus quidam Ligur »), dans le troisième paragraphe de la lettre écrite à Ascanio Sforza jour des ides de novembre 1493, c'est-à-dire le  premier octobre 1493 (Source : Brigitte Gauvin, page 14, Cf. supra.). C'est-à-dire originaire de la Province de Ligurie, située autour de Gênes. Cette affirmation a-t-elle été effectuée sur ordre des souverains ? Personne n'est en mesure de le dire. Dans cette lettre Colomb est qualifié plusieurs fois de ligure : Paragraphe 6 : « … ils avaient été trompés par le Ligure », (voir la transcription et traduction de Brigitte Gauvin, p. 18) Dans cette même lettre, au vingtième paragraphe Martyr indique, « ... on l'appelle, en Espagne, Almirante Colomb » (« Is Almiratus Colonus apud Hispanos nuncupatur »). (voir Brigitte Gauvin, page 18, Cf. supra.) Elio Antonio de Nebrija a rédigé la préface mais a probablement été aussi le correcteur de cet ouvrage du point de vue de la langue. Nebrija est l'auteur de arte de la lengua castellana. Cet ouvrage va non seulement fixer le Castillan pour le faire devenir l'Espagnol actuel mais il va permettre à Nebrija de rédiger un dictionnaire Espagnol/latin et Latin/espagnol qui était le meilleur de son époque. Réimpressions : Paris , 1532 ; Bale, 1533 ; Cologne , 1474 in 8°.
- De Orbe Nouo (De orbe novo Petri Martyris ab Angleria Mediolanensis protonotarii Cesaris Senatoris decades, Compluti, 1516)
- De Orbe novo Petri Martyris ab Angleria,... decades; Compluti : apud M. d'Eguia, 1530. (BNF 30020963) ;
- Opus epistolarum Petri Martyris Anglerii Mediolanensis protonotarii apostolici atque a consiliis rerum Indicarum - Nunc primum et natum et mediocri cura excusum: quod quidem preter stili venustate nostrorum quoque temporum historie loco esse poterit; [12], CXCIX, [1] c. ; fol; latino, Compluti, 1530 (in aedibus Michaelis de Eguia, 1530)- IT\ICCU\PARE\050351.

## Documentation de référence
Pour la biographie voir à la BNF les dates retenues sur la notice (BNF 12155335).

### Principaux ouvrages utilisés
- (es) Carlo Frati, El mapa mas antiguo de la isla de Santo Domingo (1516) y Pedro Martir de Angleria [por el dr. Carlo Frati, director de la R. Biblioteca Universitaria de Bolonia (Italia) ; con proemio por el lic. acad. Federico Henriquez y Carvayal, catedratico de la Universidad de Santo Domingo…] Estr. da: « La Bibliofilia », 1921-1922, tome XXIII, Disp. 1-2; 22 p., 3 c. di tav. : ill. ; 31 cm ; Florence, Leo S. Olschki, 1929 - IT\ICCU\UBO\1056971.
- (fr) Brigitte Gauvin, Thèse de doctorat : Études latines, 1995, Caen, France. principale source utilisée pour rédiger cet article.
- (fr) Brigitte Gauvin, Décades du Nouveau monde. I, La décade océane, Pierre Martyr d'Anghiera ; suivi du Quatrième voyage de Christophe Colomb, éd., trad. et comment. de Brigitte Gauvin, XCVII-374 p. : cartes, couv. ill. ; 23 cm, Paris : les Belles lettres, 2003,  (ISBN 2-251-34468-3), (BNF 38976405) Cet ouvrage est la publication de la thèse de doctorat d'études latines de Brigitte Gauvin. Il contient le texte latin de la première décade La décade océane, des Décades du Nouveau monde ainsi que le 4e chapitre de la 3e décade et le Quatrième voyage de Christophe Colomb avec  la traduction française en regard. - Bibliogr. p. LXXXV-XCVII. Index; On trouve de nombreuses informations dans les Notes Complémentaires qui vont de la page 267 à la page 343; on trouve aussi plusieurs cartes à la fin de l'ouvrage. Ces quatorze cartes concernent la découverte du Nouveau Monde.
- (fr) Bartolomé de Las Casas, Histoire des Indes [trad. de l'espagnol par Jean-Pierre Clément et Jean-Marie Saint-Lu],  3 vol. (1076, 362, 886 p.) : cartes, couv. ill. ; 22 cm; Bibliogr. vol. 3, p. 837-849. Index à la fin de chaque vol.; Paris : Éd. du Seuil, 2002  (ISBN 2-02-052539-9) (éd. complète),  (ISBN 2-02-020465-7) (vol. 1) (br.),  (ISBN 2-02-052537-2) (vol. 2) (br.),  (ISBN 2-02-052538-0) (vol. 3) (br.)] [Dewey:980.013] (BNF 38895118), Il s'agit de la première traduction en français de cet ouvrage publié pour la première fois au XIXe siècle en espagnol en Espagne. Las Casas l'avait terminé en novembre 1559.
- (it) Ernesto Lunardi, La scoperta del Nuovo Mondo negli scritti di Pietro Martire D'Anghiera, Istituto poligrafico e Zecca dello Stato, Libreria dello Stato, Rome, 1992.
- (es) Pedro Martyr d’Anghiera, « Epistolario » Documentos inéditos para la historia de España”, no 4, t. 9,à 12, Madrid, 1953 – 1957.
- (es) Demetrio Pérez Ramos, Las variaciones ideológicas en torno al descubrimiento de América : Pedro Mártir de Anglería y su mentalidad"; 84 p. : ill. ; 25 cm., Valladolid, Casa-Museo de Colón, Seminario Americanista de la Universidad de Valladolid, 1981/1982. Comporte des références bibliographiques.
- (it) Angelo L. Stoppa, L'umanista aronese Pietro martire D'Anghiera, primo storico del Nuovo mondo / [a cura di Angelo L. Stoppa e Roberto Cicala ; prefazione di Paolo Emilio Taviani]; 204 p. : ill. ; 24 cm., Novara, Associazione di storia della Chiesa novarese, 1992. [Bibl. Nazionale Centrale di Firenze : cote : FO B. 15097].